# Karl Albert von Kamptz

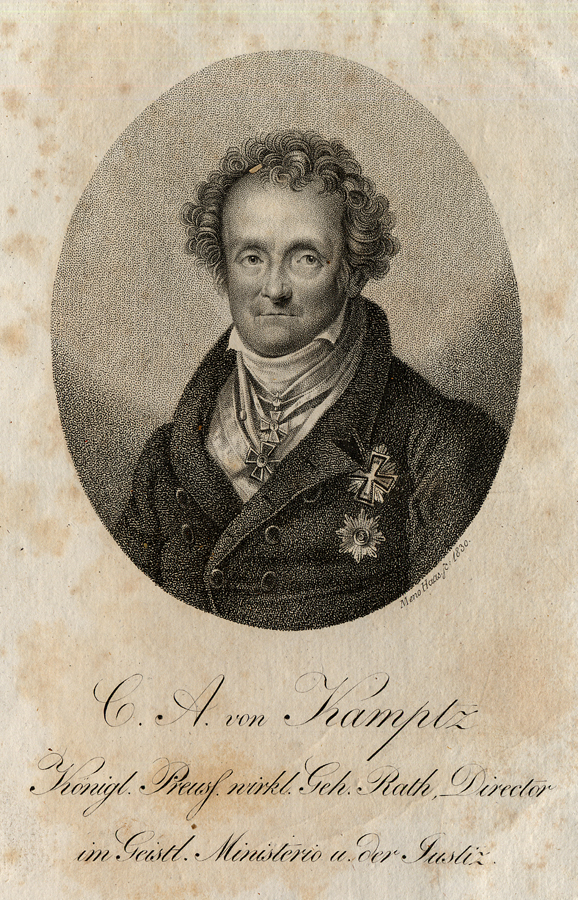
C. A. von Kamptz. Kupferstich von Meno Haas, um 1830

Karl Albert Christoph Heinrich von Kamptz, auch Carl Albert von Kamptz (* 16. September 1769 in Schwerin; † 3. November 1849 in Berlin) war ein deutscher Richter und preußischer Justizminister.

## Leben

### Jugend
Karl Albert von Kamptz (Nr. 192 der Geschlechtszählung) war ältester Sohn des späteren mecklenburg-strelitzschen Ministers Albrecht von Kamptz (1741–1816) und dessen Frau Louise (Friederike Amalie), geb. von Dorne (1751–1800), Tochter des mecklenburg-schwerinschen Justizkanzleidirektors Heinrich von Dorne († 1752) und (Halb-)Schwester des mecklenburg-schwerinschen Geheimerratspräsidenten Bernhard Friedrich Graf von Bassewitz. Er wuchs mit fünf jüngeren Geschwistern auf. Drei seiner Brüder wirkten später im mecklenburgischen Hof- oder Verwaltungsdienst.

### Studium und erste Anstellung
Kamptz studierte ab Oktober 1787 Rechtswissenschaften, zunächst an der Friedrichs-Universität Bützow, dann von 1788 bis 1790 an der Georg-August-Universität Göttingen. Am 24. März 1790 wurde er Assessor bei der Justizkanzlei in Neustrelitz. Nach der Assessorenzeit ernannte man ihn zum Leiter der Schulkommission und Referenten im Geheimen Rats- und Regierungskollegium in Mecklenburg-Strelitz. 1794 nahm er seinen Abschied aus dem mecklenburgischen Staatsdienst. Auf dem mecklenburgischen Landtag am 19. November 1798 wurde er zum ordentlichen Assessor des Hof- und Landgerichts in Güstrow gewählt. Dazu wurde er am 27. Februar 1802 von der Schwedisch-pommerschen Ritterschaft zum Assessor am Wismarer Tribunal bestimmt. Am 2. September 1804 präsentierte ihn der preußische Hof, unter Ernennung zum Kammerherrn, zu dem Kurbrandenburg zustehenden Assessorat am Reichskammergericht in Wetzlar. Am 27. März 1805 erfolgte nach bestandener Prüfung die Ernennung zum Mitglied des höchsten Gerichtshofs des Alten Reichs – die letzte Ernennung überhaupt eines Mitglieds vor der Aufhebung des Reichskammergerichts 1806 im Zuge der Auflösung der deutschen Reichsverfassung.

### Leitender Direktor im Innenministerium
Eine Berufung zum Vizepräsidenten des württembergischen Obersten Justizkollegiums in Stuttgart schlug er aus. Er blieb bis 1809 als Pensionär in Wetzlar und beteiligte sich an den Abwicklungsgeschäften des Gerichts. Dazu gehörte für ihn auch eine heftig und öffentlich geführte Auseinandersetzung mit dem ehemaligen Prokurator Philipp Jacob von Gülich, der in den mecklenburgischen Justizdienst übernommen worden war. 1809 kehrte er nach Neustrelitz zurück. Im Jahr darauf geleitete er als preußischer Kammerherr die Leiche der Königin Luise nach Preußen und fand hier 1811 eine Anstellung am Berliner Kammergericht, wo er als Mitglied des Oberappellationssenats wirkte. Seine weitere Karriere führte Kamptz über das Amt des Leitenden Direktor des Polizeiministeriums (1817) und Ersten Direktors im Justizministerium (1825) bis hin zur Ernennung zum Wirklichen Geheimen Staats- und Justizminister 1832. Neben seinem Amt als Polizeidirektor im Innenministerium wurde er ab 1822 auch Leiter der Unterrichtsabteilung im Kultusministerium. 1829 nahm die Akademie gemeinnütziger Wissenschaften zu Erfurt Kamptz als Mitglied auf und wählte ihn 1829 zu ihrem Präsidenten. Als solcher wurde Kamptz der Nachfolger von Graf Dorotheus Ludwig von Keller. 1848 legte Kamptz dieses Amt nieder.

### Kamptz als Motor der Demagogenverfolgung
Zeitlebens war Kamptz sehr konservativ eingestellt, was ihm in der Presse den Schimpfnamen „Liberalen-Fresser“ einbrachte. Besonders tat Kamptz sich in der Verfolgung der „jakobinischen“ Umtriebe und der Bücherverbrennung beim Wartburgfest 1817 im Großherzogtum Sachsen-Weimar-Eisenach hervor. Neben Klemens Wenzel Lothar von Metternich war er einer der härtesten Gegner und Verfolger der dort 1816 unter Großherzog Carl August erlassenen Pressefreiheit. Nicht nur in der Literatur, sondern auch in der zeitgenössischen liberalen Presse schlug Kamptz heftiger Widerstand entgegen. So polemisiert 1818 Friedrich Förster in der Zeitschrift Nemesis infolge des Wartburgfestes deutlich gegen Kamptz. Der Stein des Anstoßes ist das von Kamptz in den Jahrbüchern der Preußischen Gesetzgebung publizierte Positionspapier, „Erörterung, wie er es nennt, ‚über die öffentliche Verbrennung von Druckschriften’.“ Kamptz, der sich offensichtlich durch die öffentliche Verbrennung auch seines Codex Gensd’armerie „persönlich gekränkt“ fühlt, greift in seinem Aufsatz die Veranstaltung auf der Wartburg an und argumentiert (nicht nur juristisch) für eine Verfolgung und Bestrafung solcher Handlungen. Kamptz hält darin „die theoretischen Staatszimmermeister [für] dem Staate eben so schädlich, als die politischen Professoren den Wissenschaften“, zitiert ihn Förster, und fordere unter Referenz auf die spanische Inquisition [!], „daß sie [die Verbrennung] für alle, besonders treulosen und schändlichen Verbrechen, z. B. für die Werke öffentlicher Lehrer und Histrionen [sic!] eingeführt werden sollte, welche vom Staat angestellt worden, die jungen Bürger zu treuen Staatsbürgern und brauchbaren Staatsdienern zu bilden, diese Bestimmung aber nicht erfüllen, sondern ihnen schon frühzeitig das Gift ihrer demagogischen Grundsätze einhauchen!“
Diese Worte zielen klar gegen die politischen Professoren in Jena, konkret gegen den „Histrion“ Luden, einer der wichtigsten ‚spiritus rectores’ der Jenaer Urburschenschaft. Neben der polemischen Korrektur von Förster, ‚Histriones’ seien in Rom Schauspieler gewesen, „die in den ältesten Possenspielen der Römer, der Satyra und Mimus, auftraten“ und nicht etwa, wie Kamptz es verwendet, Historiker, kommentiert er die Forderung des Preußen: „das gefällt ihm, Scheiterhaufen erbauen, ketzerische Werke und die Ketzer dazu in die Flammen zu werfen“. Gleichwohl verurteilt Kamptz die Verbrennung „erlaubter“ Schriften als „Iniurien“. Förster erwidert dem Juristen Kamptz: „Der Verfasser scheint weder zu wissen, was Iniurie, noch was grobe Iniurie ist, noch welche Iniurien von Amtswegen bestraft werden, sonst würde er gewiß sogleich die Großherzoglich-Weimarischen Gerichtsbehörden ihres Amtes belehren.“

### Kamptz und E.T.A.Hoffmann
Der Jurist, Richter und Schriftsteller E. T. A. Hoffmann karikierte seinen Kollegen, später Vorgesetzten Kamptz 1822 in seinem Werk Meister Floh als „weisen Rat Knarrpanti“, der zu seinen Grundsätzen sagt: „Nur ein oberflächlicher leichtsinniger Richter sei, wenn auch selbst die Hauptanklage wegen Verstocktheit des Angeklagten nicht festzustellen, nicht imstande, dies und das hineinzuinquirieren, welches dem Angeklagten doch irgendeinen kleinen Makel anhänge und die Haft rechtfertige“. Kamptz ließ durch den Agenten Georg Klindworth Hoffmanns Buch in Frankfurt beim Verleger Friedrich Wilmans im Manuskript beschlagnahmen und den Druck des „Meister Floh“ verhindern; das Buch erschien 1822, kurz vor Hoffmanns Tod, ohne die auf Kamptz/Knarrpanti bezüglichen Stellen.
In der Berliner Schneiderrevolution von 1830 wurde weniger der König, sondern eher, wie der Historiker Ilja Mieck schreibt, die reaktionäre Clique um Wittgenstein und Kamptz für die Nichteinhaltung der königlichen Verfassungsversprechen verantwortlich gemacht. Am 1. Januar 1838 wurde er unter der Präsidentschaft von Christian Gottfried Daniel Nees von Esenbeck mit dem akademischen Beinamen Sloane unter der Matrikel-Nr. 1447 als Mitglied in die Kaiserliche Leopoldino-Carolinische Akademie der Naturforscher aufgenommen.
Laut Kirchenbuch der St. Matthäus-Gemeinde Berlin wurde er in Schöneberg bei Stargard, Kreis Saatzig in Pommern begraben.

## Familie
Karl Albert von Kamptz hatte am 30. Dezember 1802 in Prützen Hedwig Susanna Luzia, geb. von Bülow (* 25. Mai 1783; † 13. August 1847), geheiratet, eine Tochter des Drosten Friedrich Christian von Bülow auf Prützen, Hägerfelde, Mühlengeez und Critzow, und der Hedwig Heilwig, geb. von Behr aus dem Hause Nustrow. Das Paar hatte vier Kinder: Hedwig Louise Friderika Albertine (1803–1868), verheiratet in erster Ehe mit dem pommerschen Oberpräsident Wilhelm von Bonin (1786–1852), in zweiter Ehe mit General Otto von Bonin (1795–1862); Friedrich Albert Carl Anton (1805–1833), Heilwig Maria Sophia Florina (1806–1807) und (Albert) Ludwig (Florus Hans) (1810–1884).
Auf Grund verschiedener Indizien halten es Familienforscher für möglich, dass Kamptz der leibliche Vater des Prähistorikers, Archivars und Konservators Georg Christian Friedrich Lisch gewesen ist.

## Zeitgenössische Urteile
„v. Kamptz war ein Mann von ausgebreiteten juristischen Kenntnissen und ungewöhnlicher Arbeitskraft, aber von hartem Verstande und engem Gesichtskreise, dazu eine kleinliche, unedle, rachsüchtige Seele. Mit wahrer Leidenschaft ergriff er die ihm übertragnene Aufgabe; jeder Verdächtige galt ihm von vornherein als schuldig, und die Schuld mit allen Mitteln nachzuweisen, war sein Hauptbestreben.“

„In diese schöne Harmonie brachte das verschriene Rescript des Justizministers von Kamptz vom 12. April 1833 einen grellen Mislaut. Es ist jenes Rescript, in welchem die an Jeffreys erinnernde Phrase vorkommt: „Burschenschaft ist Burschenschaft“, woran dann unmittelbar und ohne weiteres die Erklärung geknüpft wird, daß jede Theilnahme an Burschenschaften, gleichviel in welcher Zeit, mit der Unwürdigkeit zum Staatsdienste
und der Ausschließung von demselben gesetzlich verbunden sei. Es ist schwer, der jezigen Generation [von 1858] eine Vorstellung davon zu geben, wie scharf diese Verfügung ... Vielen durchs Herz schnitt, mit welchem Spott und mit welcher Verachtung sie von Juristen und Nichtjuristen besprochen wurde, und welches Leidwesen die Vaterlandsfreunde, deren Streben dahin ging, eine innere Einigung der neuen und alten Provinzen herbeizuführen, darüber empfanden. ... Die Anstellungsberechtigten aber und deren Angehörige wurden von jenem zornvollen Unwillen ergriffen, der zum 94. Psalm
seine Zuflucht zu nehmen pflegt. Denn sie sahen, mit welcher rücksichtlosen Consequenz Herr von Kamptz sein Ziel verfolgte, alle Diejenigen gründlich zu verderben, deren Jugendideen nur in irgendeinem scheinbaren oder wirklichen Zusammenhange mit dem Wartburgfeste standen oder jemals gestanden hatten. ... Der Schaden war unermeßlich...“

## Schriften
- Versuch einer Topographie der Großherzoglichen Residenzstadt Neustrelitz. 1. Auflage: Neubrandenburg 1792. 2., vermehrte Auflage: Neustrelitz/Neubrandenburg 1833.[12]
- Hrsg., Mecklenburgische Rechts-Sprüche. Stillersche Buchhandlung, Rostock 1800.
- Hrsg., Mecklenburgische Rechts-Sprüche. Zweiter Band, Stillersche Buchhandlung, Rostock 1804.
- Abhandlungen aus dem Deutschen und Preußischen Staatsrecht. Erster Band, Verlag Georg Reimer, Berlin 1846.
- Staatsrechtliche Bemerkungen über den Königlich Dänischen offenen Brief vom 8. Juli 1846, die Erbfolge in den Herzogthümern betreffend. Berlin 1847 (Digitalisat)

## Ehrungen
- 1826: Großkreuz vom Dannebrogorden
- 1827: Großkreuz des Hausordens vom Goldenen Löwen
- 1829 Russischer Orden der Heiligen Anna 1. Klasse
- 1830: Ehrendoktor (Dr. jur. h. c.) der Universität Berlin
- 1834: Roter Adlerorden 1. Klasse mit Eichenlaub am 19. Januar
- 1834: Großkreuz des Österreichisch-kaiserlichen Leopold-Ordens
- 1840: Ehrendoktor (Dr. phil. h. c.) der Universität Greifswald
- 1840: Schwarzer Adlerorden zum 50-jährigen Dienstjubiläum am 24. März
- 1840: Ehrenbürgerwürde Berlins anlässlich seines 50-jährigen Dienstjubiläums am 24. März